# Andrei Volosevici
Andrei Volosevici (n. 26 martie 1976, Ploiești, România) este un politician român, de profesie avocat, care ocupă funcția de primar al municipiului Ploiești între anii 2008-2012 și 2020-2024.

## Biografie

### Viața personală
Născut în Ploiești, Volosevici este de profesie avocat și membru din 2000 al Baroului Prahova.

### Activitate politică
În 2008, după alegerile locale, Andrei Volosevici a devenit primarul Ploieștiului, învingându-l în turul 2 pe candidatul PSD, Daniel Savu, la acea dată devenind cel mai tânăr primar (32 de ani) din istoria modernă a orașului Ploiești . În decembrie 2012 devine senator al României.
În septembrie 2016 a depus la Senat o inițiativă legislativă care ar permite numirea în funcțiile de directori și directori adjuncți din ministere, instituțiile administrației centrale și locale, a unor oameni numiți direct de partide, fără concurs, pe baza "încrederii personale" și "aprecierii" morale și profesionale.
În 2020, Andrei Volosevici a fost reales primar al orașului Ploiești.
În 2024 a fost însă învins de Mihai Polițeanu. În ultimele zile de mandat, în octombrie 2024, a fost reținut sub acuzația că a pus presiune pe conducerea firmei Hale și Piețe pentru a semna anumite contracte pentru unele spații comerciale.